# Suely Kofes
Maria Suely Kofes é antropóloga brasileira, professora titular do Departamento de Antropologia do Instituto de Filosofia e Ciências Humanas da Universidade Estadual de Campinas (UNICAMP).

## Vida
É graduada em História (1970) pela Universidade Federal de Goiás (UFG). Realizou Mestrado em Antropologia Social (1976) pela Unicamp, sob orientação de Verena Stolcke, concluindo o trabalho Entre Nós, os Pobres, Eles, os Negros. Iniciou seu doutorado em Ciências Sociais na École des Hautes Etudes em Sciences Sociales (França, 1979) e finalizou na Universidade de São Paulo, no Programa de Pós-graduação em Antropologia Social (1990), resultando no trabalho Mulher, Mulheres: Diferença e Identidade nas Armadilhas da Igualdade e Desigualdade: Interação e Relação entre Patroas e Empregadas domésticas, sob orientação de Eunice Durham. 
Realizou pós-doutorado na Universidade Autônoma de Barcelona, no Departamento de Antropologia Social da Universidade de Cambridge, na Universidade de Illinois e na École des Hautes Etudes en Sciences Sociales. Defendeu sua tese de livre-docência, Uma trajetória, em narrativas, na Unicamp, em 1998.

## Realizações
Suas pesquisas tratam da construção, legitimação e reprodução das identidades culturais. 
Seu livro Uma trajetória em narrativas discute a história de Consuelo Caiado, uma mulher que participou da cena pública na antiga capital de Goiás e, posteriormente esquecida, foi exilada ao status de uma "lembrança privada" nas relações sociais da cidade. O estudo abrange uma discussão minuciosa do Método Biográfico e sua interlocução com a etnografia. O livro recupera a importância do debate acerca da trajetória, e a partir da história de vida de Consuelo Caiado, repensa as relações entre memória e esquecimento.
Também desenvolveu pesquisa sobre a maçonaria, observando como através dos objetos são tecidos sentimentos de pertencimento e redes de socialidade e sustentam-se concepções e relações de gênero na formatação da instituição maçônica.
Orientou dezenas de dissertações de mestrado, teses de doutorado e monografias de graduação.
No final de 2014, criou, juntamente ao Departamento de Pós Graduação em Antropologia Social da Unicamp, o Laboratório Antropológico de Grafia e Imagem (LA'GRIMA), que possui o intuito de articular, discutir e estabelecer os pontos de intercessão entre o que Tim Ingold chamou de 4As (Antropologia, Arqueologia, Arquitetura e Arte) e, principalmente, as relações entre narrativas (orais e escritas) e imagens, em especial a fotográfica.

## Escritos
Livros e coletâneas
- Uma Trajetória, em Narrativas. São Paulo: Mercado das Letras, 2001. 192p. ISBN 978-8585725709
- Mulher, Mulheres, a Relação entre Patroas e Empregadas domésticas. A Identidade nas Armadilhas da Diferença e da Desigualdade. Campinas: Editora da Unicamp, 2001. 473 p. ISBN 978-8526805682
- Vida e Grafias: Narrativas Antropológicas Entre Biografia e Etnografia. São Paulo: Lamparina, 2015. 412p. (coletânea organizada com Daniela Manica) ISBN 978-8583160311
- Dilemas na Maçonaria Contemporânea: um Experimento Antropológico. Campinas: Editora da Unicamp, 2015. 352 p. ISBN 978-8526810822